# ورداورد علیا
ورداورد علیا، روستایی بکر و زیبا با هوای پاک در دامنه رشته کوه الوند و قله قزل ارسلان  از توابع بخش مرکزی شهرستان تویسرکان در استان همدان ایران است که ساکنان آن با گویش لری سخن میگویند و اکثر مردم روستا کشاورز می‌باشند و به دامپروری نیز می پردازند. اکثر محصولات روستا گردو ، آلو، انگور و گندم و جو میباشد .

## جمعیت
جمعیت : طبق سرشماری سال ۹۵ جمعیت روستا ۱۳۴۴ نفر (۴۴۷ خانوار) بوده است که دو برار این جمعیت به دلیل نبودن شغل مناسب در روستا به شهر های همدان ، تویسرکان ، کرج و تهران مهاجرت کرده اند.